# Stadio municipale Generale Rumiñahui
Lo stadio municipale Generale Rumiñahui (in spagnolo Estadio Municipal General Rumiñahui) è uno stadio di Sangolquí, in Ecuador. Ospita le partite casalinghe dell'Independiente del Valle e del Clan Juvenil. Fu inaugurato il 30 maggio 1941 e può contenere 7 500 spettatori.
Nel luglio 2016 fu annunciata la costruzione di un nuovo stadio del club, un impianto da 34 000 posti.